# Goodie Mob

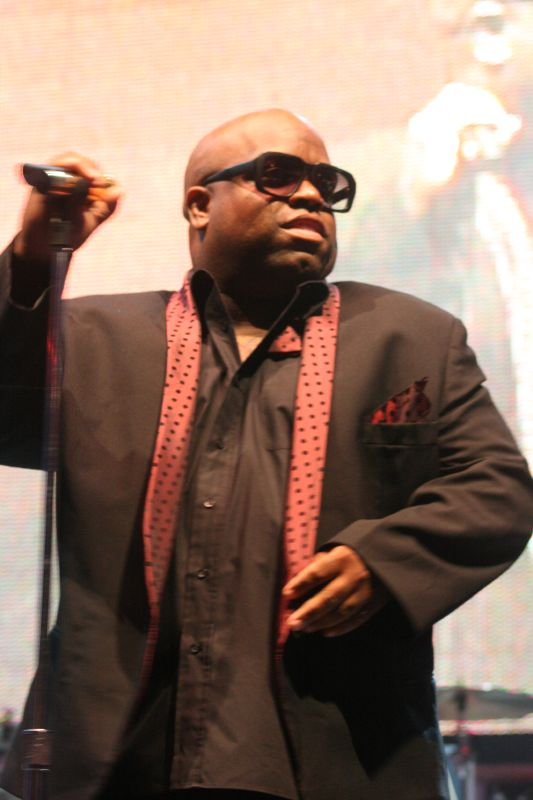
CeeLo Green en el the SoCo Music Fest

Goodie MOb es uno de los primeros grupos estadounidenses del Dirty South. Está formado por Cee-Lo, Khujo, T-Mo y Big Gipp. Con su álbum de debut Soul Food, en 1995, fueron críticamente aclamados. Junto al Southernplayalisticadillacmuzik de Outkast, pusieron a Atlanta en el mapa del hip-hop.
El siguiente álbum fue Still Standing, justo cuando el Dirty South irrumpió en el mainstream con el Aquemini de Outkast. En 1999, Goodie MOb grabó su tercer álbum, World Party.
Desde entonces, el miembro del grupo Cee-Lo comenzó su carrera en solitario, grabando Cee-Lo Green and His Perfect Imperfections en 2002, aclamado por las críticas aunque con un éxito comercial limitado. El álbum exploró muchas nuevas fronteras para el hip-hop, con elementos de soul, jazz y pop combinados con el estilo vocal de Cee-Lo y mensajes positivos.
Su sencillo del 2003, "I'll Be Around" junto a Timbaland, del álbum Cee-Lo Green... is the Soul Machine, fue una canción comercialmente más exitosa, aunque todavía mantenía su estilo idiosincrásico. En 2006, Cee-Lo grabará un álbum con el productor Dangermouse bajo el alias Gnarls Barkley, titulado St. Elsewhere. Como futuros proyectos, tiene pensado grabar un disco con Jazze Pha llamado Happy Hour, y otro en solitario.
Pero Cee-Lo no fue el único miembro de Goodie MOb en empezar una carrera en solitario, ya que Khujo Goodie, a pesar de que tuvo un accidente de coche que le dejó sin una pierna, sacó a la venta su primer disco, The Man Not The Dawg. Big Gipp seguiría sus pasos, liberando Mutant Mind Frame en 2003, y con su primer sencillo "Steppin' Out" junto a Sleepy Brown, alcanzó el éxito.
A pesar de los infortunios colectivos del grupo, editaron One Monkey Don't Stop No Show en 2003, sin Cee-Lo. Para que no hayan malentendidos y la gente no piense que el mono mencionado en el título del disco es en referencia al antiguo miembro, Goodie Mob declaró que más o menos va dedicado a la industria.
Después de que Big Gipp abandonara también el grupo, T-Mo y Khujo grabaron un disco bajo el nombre de The Lumberjacks, llamado Livin' Life As Lumberjacks.
Hay rumores de que los cuatro miembros de Goodie MOb han entrado de nuevo al estudio para grabar un nuevo álbum en 2006.

## Discografía
- 1995: Soul Food
- 1998: Still Standing
- 1999: World Party
- 2003: Dirty South Classics
- 2004: One Monkey Don't Stop No Show
- 2013: Age Against The Machine